# بوسیارس
بوسیارس (به فرانسوی: Bussiares) یک کمون در فرانسه است که در ان (ا-دو-فرانس) واقع شده‌است. بوسیارس ۷٫۴ کیلومتر مربع مساحت دارد ۱۵۰ متر بالاتر از سطح دریا واقع شده‌است.